# Liancourt-Saint-Pierre
Liancourt-Saint-Pierre település Franciaországban, Oise megyében. Lakosainak száma 577 fő (2022. január 1.). Liancourt-Saint-Pierre Boubiers, Chaumont-en-Vexin, Fay-les-Étangs, Lavilletertre, Lierville, Loconville, Reilly és Tourly községekkel határos.

## Népesség
A település népességének változása:
| Lakosok száma | 561  | 582  | 610  | 595  | 599  | 591  | 587  | 582  | 577  |
|               | 2013 | 2015 | 2016 | 2017 | 2018 | 2019 | 2020 | 2021 | 2022 |